# Oma (Kvam)
Oma (auch bekannt als Omastrand und Omastranda) ist eine Ortschaft in der norwegischen Kommune Kvam in der Provinz (Fylke) Vestland. Der Ort hat 208 Einwohner (Stand: 1. Januar 2024).

## Geografie
Oma ist ein sogenannter Tettsted, also eine Ansiedlung, die für statistische Zwecke als eine städtische Siedlung gewertet wird. Der Ort liegt im Westen der Kommune Kvam an der Nordwestküste des Hardangerfjords. Aus den hinter Oma weiter im Landesinneren gelegenen Erhebungen fließen mehrere Bäche und Flüsse auf den Ort zu. Zu diesen gehören die Gjerdaelva und die Omaelva. Diese münden in Oma in den Hardangerfjord.

## Geschichte
Oma gehörte bis 1964 zur Kommune Strandebarm, die im Jahr 1965 in Kvam aufging.

## Wirtschaft und Infrastruktur

### Wirtschaft
In Oma ist die Schiffsindustrie angesiedelt. Unter anderem werden dort Katamarane gebaut.

### Verkehr
Durch die Ortschaft führt der Fylkesvei 576. Die Straße verläuft weitgehend parallel zur Küste des Hardangerfjords. Einige Kilometer südwestlich von Oma mündet die Straße in den Fylkesvei 48. In Richtung Nordosten stellt der Fylkesvei 576 die Verbindung zum Verwaltungszentrum der Kommune Kvam, dem Ort Norheimsund, her.

## Name
Oma wurde in den Jahren 1304 und 1306 als Vma sowie in den Jahren 1320 und 1351 als Oma erwähnt. Der Name leitet sich vom altnordischen Namen Umi oder Omi ab, der wahrscheinlich zunächst für einen Wasserfall genutzt wurde. Der Name bedeutet „der Laute“ oder „der Donnernde“. Der Name der schwedischen Stadt Umeå ist ebenfalls auf diesen Begriff zurückzuführen.